# Уриїл (лінійний корабель, 1840)
«Уриїл» (рос. дореф. «Урiилъ») — 84-гарматний вітрильний лінійний корабель типу «Султан Махмуд» Чорноморського флоту Російської імперії.

## Опис
Один із восьми вітрильних 84-гарматних лінійних кораблів типу «Султан Махмуд», що будувалися в Миколаєві з 1836 по 1845 рік. Прототипом серії послужив корабель «Силістрія». Кругла корма цих кораблів підвищувала міцність корпусу, в його наборі використовували металеві деталі, а прядив'яні канати замінили на якір-ланцюги. Водотоннажність корабля становила 3790 тонн, довжина між перпендикулярами — 60,2 метра, ширина — 16,3 метра, осадка — 7,2 метра.
Озброєння корабля становило 88 гармат, з них шістдесят чотири 36-фунтових, двадцять 24-фунтових гармат і чотири 1-пудових єдинороги. Екіпаж корабля складав 750 осіб.
Корабель названо на честь одного з восьми християнських архангелів Уриїла. «Уриїл» став останнім із чотирьох вітрильних лінійних кораблів російського флоту, названих іменем цього архангела.

## Історія
Закладений у Миколаєві на стапелі Спаського адміралтейства 28 серпня 1838 року, головний будівник — капітан корпусу корабельних інженерів О. С. Акімов. Після спуску на воду 31 жовтня 1840 року перейшов до Севастополя і увійшов до складу Чорноморського флоту Російської імперії.
Під час військових кампаній Російської імперії у 1842, 1844, 1845, 1847, 1849 і 1852 років брав участь у практичних плаваннях ескадр кораблів флоту в Чорному морі. З травня до серпня 1853 року також перебував у складі практичної ескадри в Чорному морі, а під час навчальної атаки флоту на Севастопольський рейд 12 серпня перебував у складі атакуючої сторони. У кампанію того ж року з 17 вересня по 2 жовтня перебував у складі загону, що перевозив війська 14-ї дивізії з Одеси до Севастополя.
Брав участь у Кримській війні, з 3 листопада 1853 року разом із кораблем «Селафаїл» вийшов у крейсерство до мису Херсонес, де кораблі витримали сильний шторм, після якого обидва 11 листопада повернулися до Севастополя. 12 листопада у складі ескадри контрадмірала Ф. М. Новосильського кораблі знову вийшли в плавання для посилення ескадри віцеадмірала П. С. Нахімова, проте дорогою до Сінопа корпус корабля почав протікати, і обидва кораблі змушені були 14 листопада повернутися до Севастополя. Після повернення корабель був введений у док, а екіпаж розписаний по берегових батареях на час ремонту.
У 1854 році зазнав тимберування в Севастополі. 11 вересня того ж року «Уриїл» разом з іншими п'ятьма застарілими лінійними кораблями і двома фрегатами був затоплений на фарватері біля входу на Севастопольський рейд між Костянтинівською та Олександрівською батареями з метою загородження входу ворожих суден на рейд. Після війни під час розчищення Севастопольської бухти корпус корабля було підірвано.

## Командири
- П. Я. Синіцин (1841 — 26 листопада 1847);
- М. Д. Варницький (1848—1849);
- А. Д. Варницький (1849—1854)[ком. 2];